# Gantry-Antrieb
Ein Gantry-Antrieb ist die Bezeichnung für ein spezielles elektromechanisches Bewegungssystem einer geometrischen Achse einer Werkzeugmaschine, bei dem zwei separate Vorschubmotoren eine gemeinsame Antriebsachse bewegen. Über spezielle Funktionen der CNC-Steuerung und des Umrichtersystems werden die beiden Motoren winkelsynchron betrieben. Dies hat zur Folge, dass sich der Gantry-Antrieb so verhält, als hätte er nur einen Vorschubmotor. Mit einem Gantry-Antrieb wird eine mechanische Wellenverbindung zwischen den beiden Portalseiten überflüssig. Meist verfügen beide Antriebsstränge über ein eigenes Positionsmesssystem, die Istposition wird von der Steuerung durch Verrechnung dieser ermittelt.
Anwendung finden Gantry-Antriebe vorwiegend in Portalfräsmaschinen mit Verfahrportal (Gantry-Bauweise), bei denen somit die das Portal tragenden Ständer absolut synchron verfahren werden können. Der Sinn dieser mechanisch und statisch eher ungünstigen Bauform ist die erhebliche Platzeinsparung gegenüber einer Bauform mit einem in der gleichen geometrischen Achse vergleichbar weit beweglichem Spanntisch. Entsprechend wird diese Bauform regelmäßig bei Maschinen verwendet, die für die Bearbeitung besonders langer Werkstücke konstruiert wurden.